# Teatro do Concreto

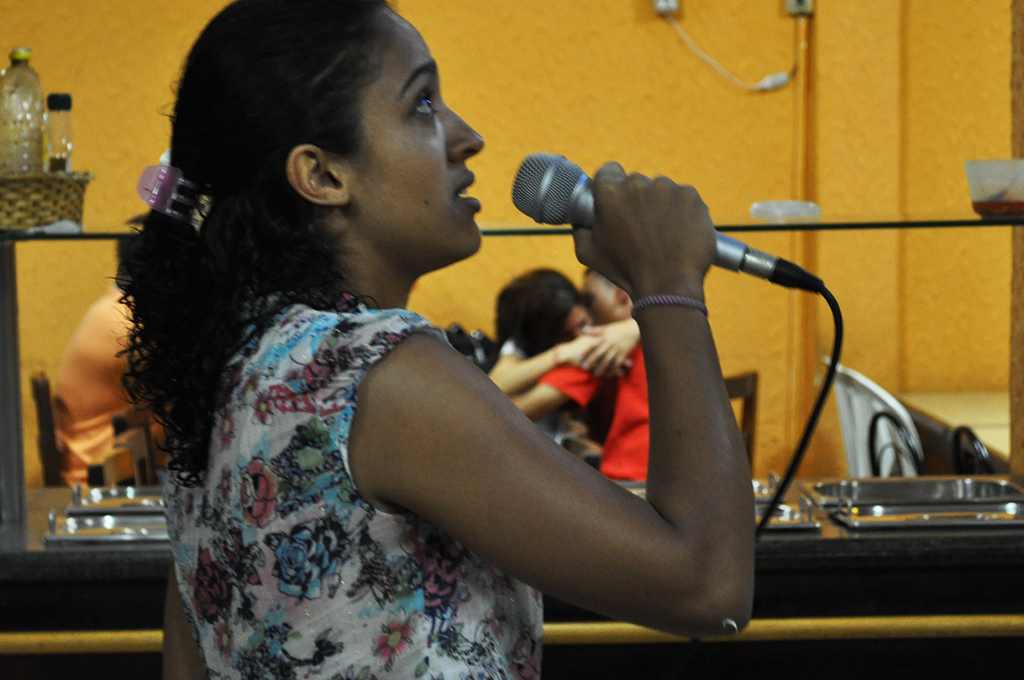
Ensaio aberto do Teatro do Concreto

## O Grupo
O Teatro do Concreto é um grupo de Brasília, profundamente identificado com a cidade e com as possibilidades de diálogo que o seu significado simbólico e real possibilita. O foco de trabalho está na reflexão sobre temas que afligem o homem contemporâneo e na investigação de novas possibilidades de composição da cena teatral.
A origem do grupo, em 2003, reúne experiências e encontros diversos, alguns se conheceram no curso de artes cênicas da Universidade de Brasília e outros em aulas de teatro de escolas públicas ou oficinas. Essa diversidade é uma marca forte do Teatro do Concreto, que integra artistas de diversas cidades satélites do DF, o que possibilita um olhar mais amplo da realidade que nos cerca e o diálogo intenso entre periferia e centro.
Um princípio norteador para o trabalho do grupo é a concepção do teatro como pesquisa coletiva de atores, dramaturgo, cenógrafo e encenador. Conceitualmente isso se traduz no processo colaborativo, que procura estabelecer relações mais horizontais entre os criadores. Outras características do grupo são o exercício constante da improvisação, a utilização de depoimentos pessoais dos criadores e a criação de imagens poéticas. É a partir desse material cênico que se desdobra em cenas, personagens e conflitos que criamos a nossa própria dramaturgia.
O primeiro trabalho profissional, que investigou as possibilidades de composição da cena a partir da dança pessoal, começou em 1997, através da diretora Fabíola Gontijo, que desenvolvia uma técnica baseada no livro da bailarina Graziela Rodrigues e no trabalho de pesquisa do grupo Lume. Essa linha de pesquisa ela adquiriu depois de trabalhar com o grupo Celeiro das Antas e o diretor José Regino e consistia em buscar movimentos-raiz através de uma dança pessoal (onde os elementos simbólicos se mesclam com as características de cada ator) e a partir desses "embriões" gestuais era construída uma "partitura" corporal pela qual surgiria o elemento vocal desprovido de vícios e pleno da verdade do ator; posteriormente eram agregados ao texto depoimentos pessoais do próprio ator, fazendo uma fusão entre ator e personagem a fim de proporcionar ao público uma experiência de assistir a uma atuação "real", ou seja, eivada de verdade e não apenas do mero "fingimento" do ator. Ela adaptou o livro A Doença uma experiência – de Jean-Claude Bernardet, com o qual treinou e dirigiu o ator Marcelo Alves num espetáculo intenso que falava de amor, vida, morte e celebração, sob a ótica de um portador de aids. Em 2003 remontou o mesmo texto com o ator e diretor Francis Wilker, mas em 2004 o trabalho, que era um monólogo, tomou outras proporções e foi novamente adaptado para dois atores (agora com os dois atores atuando conjuntamente) e resultou no espetáculo Sala de Espera que foi apresentado no teatro Plínio Marcos (Funarte). Em 2005, a peça foi selecionada para o II Prêmio SESC do Teatro Candango e, em 2006, para a mostra Fringe do Festival de Teatro de Curitiba e para a II Mostra de Teatro em Barreiras (BA). Com a experiência desse trabalho, um grupo começou a se formar e logo veio o nome: Teatro do Concreto.
Em 2004, o grupo integra novos artistas, se consolida como um coletivo criador e inicia uma ampla pesquisa acerca da vida e obra do dramaturgo Plínio Marcos. O processo, que durou dois anos, resultou no espetáculo Diário do Maldito, que estreou no Teatro Oficina do Perdiz em novembro de 2006. O espetáculo, que deu maior visibilidade ao grupo, alcançou grande repercussão em 2007 participando de importantes festivais, acumulando prêmios e elogios da crítica especializada.
Um marco na trajetória do grupo foi a participação, em 2006, na oficina Processo Colaborativo, realizada em Brasília pelo Galpão Cine-Horto (Grupo Galpão-BH/MG) tendo como orientadores o dramaturgo Luis Alberto de Abreu, a diretora e atriz Tiche Vianna, o diretor Chico Medeiros e o ator Júlio Maciel. Essa experiência possibilitou aprofundar práticas e conceitos para ampliar nosso fazer teatral e nossa atuação como grupo. O resultado artístico da vivência foi Borboletas têm Vida Curta, um espetáculo de curta duração, que explora a questão da memória a partir de sons e objetos e nos leva a uma viagem emocional pela infância e suas descobertas inaugurais. Em 2006, o trabalho foi um dos convidados do 7º Festival de Cenas Curtas do Galpão Cine Horto (MG) e, em 2008, participou do Festival Nacional de Teatro de Macapá.
Em 2008, além de excursionar com Diário do Maldito, o Teatro do Concreto, composto de 15 artistas, dá início a sua nova pesquisa, a partir do tema Amor e Abandono. As investigações iniciais do grupo partem de uma questão central que é a relação entre amor e abandono na sociedade contemporânea.

## Integrantes
Aline Seabra | Alonso Bento | Daniel Pitanga | Francis Wilker | Gleide Firmino | Hugo Cabral | Ivone Oliveira | Jhony Gomantos | Juliana Veloso Sá | Lisbeth Rios | Maria Carolina Machado | Micheli Santini | Nei Cirqueira | Robson Castro | Silvia Paes | Zizi Antunes

## Processo Criativo
Os processos criativos no Teatro do Concreto integram atividades como grupos de estudo, improvisações, exploração de espaços urbanos, ensaios abertos, construção de imagens poéticas, seminários, entrevistas, entre outras estratégias que possam estimular a criação da cena. Todo o trabalho conduzido na sala de ensaios tem como base cinco diretrizes metodológicas estruturantes:
1 - Processo Colaborativo: visa, essencialmente, o estabelecimento de uma horizontalidade na relação entre os agentes teatrais na elaboração de um espetáculo. Seu objetivo primordial é acabar com as hierarquias desnecessárias entre os criadores. Todos os envolvidos na criação têm o direito e o dever de contribuírem para a produção artística, visto que, somente a troca permite que o processo exista. Antônio Araújo, diretor do Teatro da Vertigem, um dos sistematizadores desse processo, assim o define: “O processo colaborativo se constitui numa metodologia de criação em que todos os integrantes, a partir de suas funções artísticas específicas, têm igual espaço propositivo, sem qualquer espécie de hierarquias, produzindo uma obra cuja autoria é compartilhada por todos”.
2- Depoimentos pessoais: utilização de colocações íntimas e pessoais dos atores (fatos vividos, pontos de vista, histórias) que traduzem seus posicionamentos, enquanto pessoas, artistas e cidadãos e representa um material passível de manipulações artísticas dado o hiper-realismo com que são apresentados.
3 - Imagem poética: a tradução, em elementos essencialmente visuais, da percepção dos atores acerca de um tema, cena ou texto. O ator elabora uma espécie de instalação, que pode ter ou não movimento e participação de atores e que ressalte, plasticamente, o seu olhar para determinada questão.
4 – Investigação em espaços urbanos: a partir do tema tratado, o grupo procura identificar espaços na cidade que possuam algum tipo de relação com o tema e realizam visitas de exploração e experimentações a partir das influências e observações do espaço.
5 - Canovaccio: a estruturação que o dramaturgo faz do material cênico produzido pelo grupo ao longo dos ensaios. Uma espécie de roteiro de trama larga que recebe o nome de ‘canovaccio’. Luis Alberto de Abreu, importante dramaturgo brasileiro, assim define o mesmo: “Canovaccio é mais que um roteiro de ações. É reunião de ações, imagens, metáforas, intenções, conceitos, climas e intensidades que se pretende no espetáculo. Não é também uma mera organização das improvisações em sala de ensaio. É imaginar-se um espetáculo possível (...)”
6 - Cenas Concretas (ensaios abertos): são apresentações de ciclos de improvisações produzidos pelo grupo, organizadas num roteiro simples e realizadas para um público convidado. Seu objetivo principal consiste em dialogar nossa produção com o público e a partir desse encontro gerar novos olhares e possibilidades para a cena/espetáculo que está sendo criado.

## Espetáculos
- 2003 - Sala de Espera, adaptação de Fabíola Gontijo do livro "A Doença - Uma Experiência" de Jean-Claude Bernardet
- 2006 - Diário do Maldito
- 2006 - Borboletas Têm Vida Curta
- 2007 - Chegança
- 2007 - Inútil Canto e Inútil Pranto pelos Anjos Caídos, de Plínio Marcos
- 2008 - Ruas Abertas (Intervenção Cênica)
- 2010 - Entrepartidas

## Prêmios

### Diário do Maldito
- Festival Nacional de Teatro de Macapá nas categorias "melhor espetáculo" e "melhor cenografia". Indicado nas categorias de melhor direção, ator e atriz. 2008.
- Prêmio SESC do Teatro Candango nas categorias "melhor atriz - Micheli Santini" e "melhor cenografia". Indicado nas categorias melhor ator e melhor figurino. 2007.